# 米尼亚卢-努阿耶站
米尼亚卢-努阿耶站是法国的一个铁路车站，位于法国中西部市镇米尼亚卢-博瓦尔，靠近努阿耶莫佩尔蒂。

## 位置
米尼亚卢-努阿耶站位于米尼亚卢-博瓦尔市区的南部，普瓦捷－利摩日铁路11.299公里处。车站大致呈西北-东南走向，开口朝西南。

## 设施
米尼亚卢-努阿耶站是一个无人看守的乘降所，原有的站房已另作它用，在该站上车的乘客需上车后主动购票或使用通勤卡。
米尼亚卢-努阿耶站内没有人行天桥或地下通道，前往下行方向岛式站台的乘客需横穿铁路正线，因此该站存在一定的安全隐患。

## 停靠线路
以下列车线路在米尼亚卢-努阿耶站停靠：
| 米尼亚卢-努阿耶站列车线路表 |      |        |          |              |
| 线路                        | 车种 | 上一站 | 下一站   | 大致运行频率 |
| 普瓦捷—利摩日               | TER  | 普瓦捷 | 吕萨克堡 | 每天2~4趟    |
| 1.                          |      |        |          |              |

## 配套交通

### 长途客车
米尼亚卢-努阿耶站附近暂无固定的长途大巴车。当铁路线施工或罢工时，SNCF可能会提供途径该线路沿途站点的临时大巴车。

### 市内交通
在部分时段，普瓦捷公交11路可直达米尼亚卢-努阿耶站。

### 社会车辆
米尼亚卢-努阿耶站门口可停靠少量社会车辆。

## 临近车站
| 米尼亚卢-努阿耶站（Gare de Mignaloux - Nouaillé） |                    |                     |
| 上行车站                                          | 线路               | 下行车站            |
| 普瓦捷站 11.3km ←                                 | 普瓦捷－利摩日铁路 | 吕萨克堡站 → 29.2km |
| - 本表仅显示运营中的线路及车站                    |                    |                     |